# Горни Айдовец
Горни Айдовец (на словенски: Gornji Ajdovec) е село в Словения, регион Югоизточна Словения, община Жужемберк. Според Националната статистическа служба на Република Словения през 2015 г. селото има 52 жители.